# Бандит з Вайомінга
«Бандит з Вайомінга» (англ. The Wyoming Bandit) — американський вестерн режисера Філіпа Форда 1949 року.

## Сюжет
Злочинець, який пішов з дому 20 років тому, повертається, щоб знайти того, хто вбив його сина.

## У ролях
- Аллан Лейн — Рокі Лейн
- Блек Джек — кінь
- Едді Воллер — Наггет Кларк
- Тревор Бардетт — Вайомінг Ден
- Віктор Кіліан — Росс Тайлер
- Ренд Брукс — Джиммі Говард
- Вільям Хааде — бандит Лонніган
- Гарольд Гудвін — шериф
- Лейн Бредфорд — бандит Бак
- Роберт Дж. Вілкі — бандит Сем
- Джон Гемілтон — маршал
- Едмунд Кобб — заступник маршала